# 加芙列拉·佩雷斯·德尔索拉尔
加芙列拉·佩雷斯·德尔索拉尔（西班牙語：Gabriela Pérez del Solar，1968年7月10日—），秘鲁女子排球运动员。她曾代表秘鲁参加1984年和1988年夏季奥林匹克运动会排球比赛，其中1988年奥运会获得一枚银牌。